# AJ Michalka
Amanda Joy "AJ" Michalka (* 10. dubna 1991, Torrance, Kalifornie, Spojené státy americké) je americká herečka, zpěvačka a skladatelka.
Se svojí sestrou Aly Michalkou působí v hudební dvojici 78violet (dříve Aly & AJ).

## Životopis
Narodila se v Torrance v Kalifornii, ale vyrostla v Seattlu se svojí sestrou Aly Michalkou. Je dcerou Marka a Carrie, která je členkou skupiny JC Band. Má polské, německé a britské kořeny. Od čtyř let hraje na piáno a v pubertě se naučila hrát na kytaru. S herectvím začala v pěti letech, ale spíše v kostelních produkcích.

## Kariéra

### Herectví
V březnu 2006 si odbyla svůj filmový debut s televizním filmem stanice Disney Channel Krásky od krav, kde si zahrála se svojí sestrou Aly. Poté si zahrála v seriálech Oliver Beene, Ten kdo tě chrání, Odpočívej v pokoji a General Hospital. V roce 2007 si se svojí sestrou zahrála ve filmu stanice MTV Super Sweet 16: The Movie, založené na seriálu Super Sweet 16. 15. ledna 2010 byl vydán film Pevné pouto.
Vedlejší roli získala v seriálu stanice The CW Superkočky, kde si zahrála po boku své sestry a Ashley Tisdale. Seriál byl zrušen po první sérii. V roce 2011 si zahrála ve filmu režiséra J. J. Abramse Super 8.
V roce 2013 získala hlavní roli ve filmu Grace Unplugged. Na losangeleském filmovém festivalu měl 16. června 2015 film Weepah Way for Now, ve kterém si zahrála se sestrou Aly.

### Zpěv
AJ a její sestra Aly vytvořily hudební duo 78violet a v roce 2005 vydaly první album nazvané Into the Rush. V září 2006 přišly na trh s vánočním albem s 9 písničkami nazvané Acoustic Hearts of Winter. V červenci 2007 vydaly třetí album Insomniatic. Čtvrté album měly vydat na začátku roku 2010, ale vydání bylo zrušeno, protože odešly od nahrávací společnosti. V červenci 2013 vydali nový singl "Hothouse".

## Filmografie
| Rok  | Název                     | Role            | Poznámky                                                                                                |
| ---- | ------------------------- | --------------- | --- |
| 2006 | Krásky od krav            | Courtney Callum | TV film                                                                                                 |
| 2007 | Super Sweet 16: The Movie | Sara            | TV film                                                                                                 |
| 2009 | Pevné pouto               | Clarissa        | |
| 2010 | Pomalý Moe                | Emily           | |
| 2010 | Secretariat               | Kate Tweedy     | |
| 2011 | Super 8                   | Jen Kazynk      | |
| 2011 | Salem Falls               | Gillian Duncan  | TV film                                                                                                 |
| 2013 | Nadějná Grace             | Grace Trey      | MovieGuide Award v kategorii Nejvíce inspirující vystoupení ve filmu                                    |
| 2013 | Angels In Stardust        | Vallie Sue      | |
| 2014 | Expecting Amish           | Hannah Yoder    | TV film                                                                                                 |
| 2015 | Weepah Way for Now        | Joy             | Cena filmového festivalu v Napa v kategorii Speciální cena poroty za herecví ve filmu (s Aly Michalkou) |
| 2016 | Dirty Awards              | Tiffany         | |
| 2017 | Apple of My eye           | Kai             | |
| 2018 | Holky sobě                | Krista          | |

| Rok        | Název                              | Role             | Poznámky                                                                           |
| ---------- | ---------------------------------- | ---------------- | ---------------------------------------------------------------------------------- |
| 2002       | Passions                           | Dcera Sheridana  | díl: 1.722                                                                         |
| 2002       | Birds of Prey                      | Mladá Dinah      | 2 díly                                                                             |
| 2004       | General Hospital                   | Ashley B.        | 3 díly                                                                             |
| 2004       | Odpočívej v pokoji                 | Ashley           | díl: „Parallel Play“                                                               |
| 2002-04    | Ten kdo tě chrání                  | Shannon Gressler | 15 dílů                                                                            |
| 2003-04    | Oliver Beene                       | Bonnie           | 9 dílů                                                                             |
| 2007       | Napálené celebrity                 | Samu sebe        |                                                                                    |
| 2007       | Aly & AJ: Sister Act               | Samu sebe        | MTV TV speciál                                                                     |
| 2011       | Superkočky                         | Didre Perkins    | 3 díly                                                                             |
| 2013-dosud | Goldbergovi                        | Lainey Lewis     | vedlejší role (1.-2. a 5.řada), hlavní role (3.–4. řada), hostující role (7. řada) |
| 2014       | Silicon Valley                     | Charlotte        | díl: „Proof of Concept“                                                            |
| 2014       | Motive                             | Emily Williams   | díl: „Dead End“                                                                    |
| 2015–2019  | Steven Universe                    | Stevonnie        | vedlejší role, 8 dílů                                                              |
| 2016       | Cupcake Wars                       | Samu sebe        | TV speciál                                                                         |
| 2016       | All My Friends Are Getting Married | Chloe            | 6 dílů                                                                             |
| 2018–2020  | She-Ra a princezny moci            | Catra (hlas)     | hlavní role                                                                        |
| 2019–2020  | Schooled                           | Lainey Lewis     | hlavní role                                                                        |
| 2020       | The Disney Family Singalong        | Samu sebe        | TV speciál                                                                         |

## Diskografie

### 78violet
- Into the Rush (2005) - nominace na cenu American Music Award
- Acoustic Hearts of Winter (2006)
- Insomniatic (2007)
- Fav Five – Let Me Repeat That (2004)

### Ostatní
| Rok  | Název                  | Album           |
| ---- | ---------------------- | --------------- |
| 2010 | "It's Who You Are"     | Secretariat     |
| 2013 | "All I've Ever Needed" | Grace Unplugged |
| 2013 | "Desert Song"          | Grace Unplugged |
| 2013 | "You Never Let Go"     | Grace Unplugged |
| 2013 | "Misunderstood"        | Grace Unplugged |